# Baghdadi
Baghdadi – wieś w Gruzji, w regionie Guria, w gminie Ozurgeti. W 2014 roku liczyła 678 mieszkańców.